# Новая романизация корейского языка
Новая романизация корейского языка — официальная система записи корейских слов латиницей в Республике Корея. Была принята в Республике Корея в 2000 году в качестве замены романизации Маккьюна — Райшауэра.
Новая романизация не использует диакритические знаки. Она была создана Национальной Академией корейского языка в период с 1995 по 2000 год. Упор делается не на произношение, а на написание букв. Министерство культуры и туризма Южной Кореи объяснило принятие новой романизации трудностями ввода диакритических знаков на компьютерах и использовании их в доменных именах интернета.

## Особенности
Особенностями новой романизации являются:
- 어 и 으 записываются диграфами с двумя гласными буквами: eo и eu, соответственно.
- ㅝ записывается как wo, а ㅢ записывается как ui.
- В отличие от романизации Маккьюна — Райшауэра, придыхательные согласные (ㅋ, ㅌ, ㅍ, ㅊ) записываются без апострофа: k, t, p, ch. Их непридыхательные эквиваленты (ㄱ, ㄷ, ㅂ, ㅈ) записываются буквами, обозначающими в английском звонкие согласные: g, d, b, j. Однако все согласные, стоящие в конце слога, за которыми стоит гласная либо звонкая согласная, записываются как k, t, p: 벽 → byeok, 밖 → bak, 부엌 → bueok (Но: 벽에 → byeoge, 밖에 → bakke, 부엌에 → bueoke)
- ㅅ всегда записывается как s перед гласными; sh не используется.
- ㄹ записывается как r перед гласными и l в других случаях: 리을 → rieul, 철원 → Cheorwon, 울릉도 → Ulleungdo, 발해 → Balhae. Как и в системе Маккьюна — Райшауэра, ㄴ записывается с помощью l везде, где не является носовым звуком: 전라북도 → Jeollabuk-do

Также существуют правила, касающиеся исключений.
Другие правила и рекомендации:
- Для отличия одинаково записывающихся слов можно использовать дефис на стыке слогов: 장음 → jang-eum, а 잔금 → jan-geum. Однако эта рекомендация отсутствует в официальных правилах.
  - Дефис также должен использоваться для обозначения окончания слога при разрешении неоднозначностей, к примеру: 없었습니다 → eobs-eoss-seubnida, 외국어 → oegug-eo, 애오개 → Ae-ogae
- Дефис также может разделять слоги корейских имён: 강홍립 → Gang Hongrip или Gang Hong-rip, 한복남 → Han Boknam или Han Bok-nam
- Слоги, обозначающие административные единицы страны (такие как то), отделяются от собственно названия с помощью дефиса: 강원도 → Gangwon-do
  - Можно опускать такие термины, как «시, 군, 읍»: 평창군 → Pyeongchang-gun или Pyeongchang, 평창읍 → Pyeongchang-eup или Pyeongchang.
- Однако названия географических объектов и искусственных структур пишутся без каких-либо разрывов: 설악산 → Seoraksan (здесь 설악 — название горы, 산 переводится как «гора»), 해인사 → Haeinsa (해인 — название, 사 — храм).
- Имена собственные записываются с большой буквы.